# Cogenitorialità
Cogenitorialità, dall'inglese coparenting, è un termine con cui si descrive la collaborazione genitoriale ovvero l'insieme dei comportamenti che vengono stabiliti e condivisi dalla coppia genitoriale per garantire lo sviluppo fisico e psicologico dei propri figli, anche nel caso in cui i due genitori non convivano assieme.
La cogenitorialità è data dall'insieme di tutte le relazioni di tipo genitoriale implicando la bigenitorialità, ovvero il diritto dei figli a relazionarsi con entrambi i loro genitori, e le forme di collaborazione fra i genitori stessi per la crescita fisica e psicologica dei loro figli, ovvero il triangolo relazionale genitori-figlio a cui viene riconosciuto un ruolo fondamentale per favorire un armonioso e sano sviluppo dei minori all'interno di una famiglia, anche se separata.

## Cogenitorialità nelle separazioni familiari
Nuove forme di collaborazione genitoriale sono indispensabili per poter aiutare i figli a superare le difficoltà nelle separazioni familiari in cui subentrano profondi vuoti affettivi che a loro volta fanno emergere angosce abbandoniche.
La cogenitorialità è stata definita come la qualità della coordinazione tra adulti nei loro ruoli genitoriali (McHale, Kuerste-Hogan, Lauretti e Rasmussen, 2000). Questa definizione rimanda al mutuo investimento e coinvolgimento dei genitori nel crescere congiuntamente i loro figli (McHale, 1995) e non semplicemente la somma dei ruoli materno e paterno ed all'esercizio parallelo' della genitorialità (bigenitorialità) (Malagoli Togliatti, Lubrano Lavadera, 2008)